# Episodi di Fuochi d'artificio
La serie televisiva italiana Fuochi d'artificio, composta da 6 episodi, è stata trasmessa in prima visione e in prima serata su Rai 1 dal 15 al 25 aprile 2025, in occasione dell'80º anniversario della Liberazione.
| nº | Titolo                          | Prima TV       |
| -- | ------------------------------- | -------------- |
| 1  | Capitolo 1: Sandokan            | 15 aprile 2025 |
| 2  | Capitolo 2: La prima missione   | 15 aprile 2025 |
| 3  | Capitolo 3: Cinquemila stelle   | 22 aprile 2025 |
| 4  | Capitolo 4: Attraverso la notte | 22 aprile 2025 |
| 5  | Capitolo 5: Ribelle             | 25 aprile 2025 |
| 6  | Capitolo 6: Liberi tutti        | 25 aprile 2025 |

## Capitolo 1: Sandokan
- Ascolti: telespettatori 3 501 000 – share 17,9%.[2]

## Capitolo 2: La prima missione
- Ascolti: telespettatori 2 588 000 – share 16,3%.[2]

## Capitolo 3: Cinquemila stelle
- Ascolti: telespettatori 1 660 000 – share 8,6%.[3]

## Capitolo 4: Attraverso la notte
- Ascolti: telespettatori 1 518 000 – share 9,6%.[3]

## Capitolo 5: Ribelle
- Ascolti: telespettatori ? – share ?%.

## Capitolo 6: Liberi tutti
- Ascolti: telespettatori ? – share ?%.